# Morten Revsgaard Frederiksen
Morten Revsgaard Frederiksen (født 1979) er en dansk filmproducent, som bl.a. står bag den Sundance-vindende spillefilm "10 Timer til Paradis" (int. titel, Teddy Bear) af Mads Matthiesen, dokumentarfilmen "Turning" af Antony Hegarty og Charles Atlas, dokumentarfilmen 500 Stenkastende Autonome Voldspsykopater fra Helvede fra 2006 med flere. Morten Revsgaard Frederiksen er stifter og medejer af produktionsselskabet Beofilm og postproduktionsselskabet Beofilm Post Production.